# Beatriz de Moura
Beatriz de Moura Gurgel (Rio de Janeiro, 1939) és una editora espanyola d'origen brasiler, fundadora i directora literària de Tusquets Editors.
Era filla d'un diplomàtic i va estudiar ciències polítiques, traducció literària i història a l'Escola d'Intèrprets de Ginebra el 1958. El 1961 es va establir a Barcelona, on va treballar per a diverses editorials, com Salvat, Gustavo Gili, i Lumen, amb l'editora Esther Tusquets.
En ple moviment de la Gauche Divine, el 1968 es va casar amb el germà d'Esther Tusquets, l'arquitecte Òscar Tusquets i el 1969 va fundar l'editorial Tusquets Editors. Amb una línia editorial alhora rigorosa i oberta, ha posat a l'abast del públic les obres de grans escriptors contemporanis en castellà com Ernst Jünger, Milan Kundera o Emil Cioran. Ella mateixa ha traduït al castellà (des dels originals en francès) Los testamentos traicionados, La lentitud, La identidad i La ignorancia de l'escriptor txec i francès Milan Kundera. El 2006 va rebre la Creu de Sant Jordi.
El 1998 va cedir la seva biblioteca particular a la Universitat Pompeu Fabra. El 2017 va donar l'arxiu de l'editorial a la Biblioteca Nacional d'Espanya, en no respondre cap resposta de la Biblioteca de Catalunya.

## Família
Beatriz de Moura va estar casada amb Òscar Tusquets i va ser cunyada d'Esther Tusquets i tia de Milena Busquets.